# دستوری‌شدگی
دستوری‌شدگی یا دستوری شدن (به انگلیسی: Grammaticalization) یکی از مهم‌ترین فرایندهای تغییر زبانی است که در تاریخ تحول زبان‌ها رخ می‌دهد و طی آن، عناصر واژگانی به سمت گرفتن نقش‌های دستوری پیش می‌روند و کارکرد دستوری پیدا می‌کنند یا واحدهای دستوری موجود، دستوری‌تر می‌شوند.
این فرایند معمولاً در برابر واژگانی‌شدگی قرار می‌گیرد. از زبان‌شناسان غیرایرانی، برند هاینه، پل هاپر، ویلیام کرافت و کریستین لمان و از زبان‌شناسان ایرانی، مهرداد نغزگوی کهن به تفصیل دربارهٔ دستوری‌شدگی بحث کرده‌اند.
از رهگذر دستوری‌شدگی مقوله‌های اصلی (اسم و فعل) تبدیل به مقوله‌های فرعی (افعال معین، اشاری‌ها و غیره) می‌شوند.

## نمودار مرحله‌ای دستوری‌شدگی
خودمختاریِ اجزای زبانی که مشمول پروسه دستوری‌شدگی می‌شود چه از نظر صوری و چه از نظر معنایی کاهش می‌یابد. این تغییر در مسیر خاصی صورت می‌گیرد که می‌توان آنرا با نموداری جهت‌دار به نام نمودارِ مرحله‌ای دستوری‌شدگی بازنمود.
جزء واژگانی آزاد -> کلمهٔ نقشی -> واژه‌بست -> وند تصریفی
این نمودار برای همه زبانها به شکل بالا نیست مثلاً برای زبان اسکاندیناوی باستان اینگونه است:
صورت آزاد -> واژه‌بست -> وند اشتقاقی -> وند تصریفی
بر طبق این نمودار پروسه دستوری‌شدگی یک پروسه یک‌جهتی از واژگان به دستور است و حرکت در خلاف آن ممکن نیست. اما پژوهشهای که در دههٔ نود قرن بیستم میلادی انجام گرفت نشان داد که تغییر در جهت مخالف دستوری‌شدگی نیز امری محال نیست و دستوری‌زدایی نیز ممکن است رخ دهد.

## واژه‌نامه
1. ↑  Language change
2. ↑  major categories
3. ↑  minor categories
4. ↑  Demonstratives
5. ↑  cline of grammaticality
6. ↑  Unidirectionality
7. ↑  degrammaticalization